# The Hidden Cameras
The Hidden Cameras — канадская инди-поп-группа, основанная в 2001 году. Фронтменом является человек по имени Джоэл Гибб, именно он пишет все эти песни и придумывает концептуальную подачу. Группа славится своими фриковатыми выступлениями — с танцовщицами гоу-гоу в балаклавах, хором, струнными.

## История

### 2001—2002: Ecce Homo
Первый альбом The Hidden Cameras вышел в 2001 году на EvilEvil. Гибб назвал его «Ecce Homo». Группа начала активно выступать на самых разных площадках: в галереях, храмах, порно-театрах, парках.
The Hidden Cameras играли со многими известными группами и музыкантами, среди которых можно выделить Reg Vermue, Оуэна Паллетта, Лору Баррет, Дона Керра, Магали Мигер и Майкла Олсена.

## Альбомы
- Ecce Homo (2001)
- The Smell of Our Own (2003)
- Mississauga Goddam (2004)
- Awoo (2006)
- Origin:Orphan (2009)
- Age (2014)